# Фудбалски рат
Фудбалски рат (шп. La guerra del fútbol) је краткотрајан рат вођен између Салвадора и Хондураса 1969. године. Узрок рата је био економске природе, односно питања имиграције из Салвадора у Хондурас. Тензије проузроковане овим питањем су се поклопиле са нередима који су избили током друге рунде квалификација за Светско првенство у фудбалу 1970. Рат је почео 14. јула 1969, када је Војска Салвадора извршила напад на Хондурас. Организација америчких држава је преговарала о прекиду ватре у ноћи 18. јула, што је довело до потпуног прекида ватре 20. јула. Салвадор је повукао своје снаге почетком августа.
Једанаест година касније, две државе су потписале мировни споразум 30. октобра 1980. и договориле да реше гранични спор око Залива Фронсека и пет делова границе посредством Међународног суда правде. Суд је већину спорне територије доделио Хондурасу 1992, а 1998. су Салвадор и Хондурас потписали уговор о разграничењу како би испунили услове декрета суда. Укупна површина територије коју је Хондурас добио од Салвадора након одлуке суда је 374.5 km².